# Петакович, Александар
Александр Петакович (6 февраля 1930 года — 12 апреля 2011 года) — югославский футболист, нападающий. Участник чемпионатов мира 1954 и 1958.

## Карьера
Футболист начал карьеру в футбольном клубе «Раднички» из общины Нови-Београд. Форвард помог клубу подняться в высшую лигу. В сезоне 1955/1956 нападающий помог клубу занять третье место в чемпионате Югославии, забив 17 голов в 15 матчах. В сезоне 1956/1957 «Раднички» вышли в финал кубка Югославии, но уступили «Партизану» из Белграда. Петакович забил гол в той игре. В 1957 году Александр перешёл в «ОФК», с которым в первом же сезоне вылетел из высшей лиги. В сезоне 1958/1959 «ОФК» выиграл второй дивизион и вернулся в высшую лигу. В 1961 году нападающий перешёл в «Лилль», который тогда играл во втором дивизионе Франции. В 1962 году Александр перешёл в «Стандард». Льежский клуб выиграл чемпионат Бельгии, но футболист сыграл лишь три матча. В 1963 году игрок перешёл в «Фортуну» из Ситтарда, в составе которой он выиграл кубок Нидерландов. В 1965 году Александр завершил карьеру игрока.

## Сборная Югославии
В 1954 году футболист был включён в заявку сборной Югославии на чемпионат мира, но на турнире не играл. В сентябре 1954 году нападающий сыграл первый матч за сборную против Уэльса. В отборочном турнире к ЧМ 1958 нападающий сыграл два матча и забил один гол. На чемпионате мира 1958 года Александр сыграл 4 матча и забил по голу Шотландии и Франции.

## Тренерская карьера
В 1960-е Александар Петакович был главным тренером нескольких югославских футбольных клубов. В сезоне 1967/1968 он был главным тренером футбольного клуба «Вефа», занявшего 12 место в чемпионате Турции. В сезоне 1968/1969 Александр Петакович тренировал «Измирспор», который по итогам сезона занял последнее место в чемпионате Турции.

## Достижения
- Обладатель кубка Нидерландов: 1964